# 3. Strafsenat des Bundesgerichtshofes

3. Strafsenat des BGH mit den dazugehörigen Oberlandesgerichten:
Düsseldorf
Oldenburg in Oldenburg
Koblenz

Der 3. Strafsenat des Bundesgerichtshofs ist als einer von sechs Strafsenaten des BGH ein Spruchkörper des obersten deutschen Gerichtshofs der ordentlichen Gerichtsbarkeit.

## Errichtung
Der 3. Strafsenat besteht seit der Gründung des Bundesgerichtshofs am 1. Oktober 1950. Mit Wirkung zum 1. Oktober 1956 wurde der Senat zu Gunsten der Errichtung zivilrechtlicher Spruchkörper aufgelöst. Unter der Bezeichnung 3. Strafsenat firmierte fortan der 6. Strafsenat, errichtet am 1. März 1954, dessen einziger Senatspräsident Friedrich-Wilhelm Geier gewesen war.

## Besetzung
Der Senat ist derzeit (Stand: Januar 2024) wie folgt besetzt:
- Vorsitzender: Jürgen Schäfer
- Stellvertretender Vorsitzender: Johannes Berg
- Beisitzende Mitglieder: Carsten Paul, Stephan Anstötz, Britta Erbguth, Helmut Kreicker, Christian Voigt

## Vorsitzende
| Nr. | Name (Lebensdaten)                  | Beginn der Amtszeit | Ende der Amtszeit  |
| --- | ----------------------------------- | ------------------- | ------------------ |
| 1   | Richard Neumann (1878–1955)         | 15. November 1950   | 1951               |
| 2   | Hans Eberhard Rotberg (1903–1995)   | 22. Januar 1953     | 1954               |
| 3   | Roderich Glanzmann (1904–1988)      | 15. Juli 1954       | 30. September 1956 |
| 4   | Friedrich-Wilhelm Geier (1903–1965) | 1. Oktober 1956 1   | 1958               |
| 5   | Ernst Kanter (1895–1979)            | 1958                | 30. September 1959 |
| 6   | Heinrich Jagusch (1908–1987)        | 8. Oktober 1959     | 1962               |
| 7   | Hans Eberhard Rotberg (1903–1995)   | 1. Januar 1963      | 31. Dezember 1966  |
| 8   | Carlhans Scharpenseel (1907–2002)   | 1967                | 31. Dezember 1975  |
| 9   | Hans Wolfgang Schmidt (* 1920)      | 1976                | 30. September 1987 |
| 10  | Wolfgang Ruß (1930–2023)            | 1. Oktober 1987     | 30. April 1995     |
| 11  | Klaus Kutzer (1936–2025)            | 7. Juli 1995        | 30. Juni 2001      |
| 12  | Klaus Tolksdorf (* 1948)            | 20. September 2001  | 31. Januar 2008    |
| 13  | Jörg-Peter Becker (* 1953)          | 14. April 2008      | 31. Dezember 2012  |
| 14  | Klaus Tolksdorf (* 1948)            | 1. Januar 2013      | 30. Juni 2013      |
| 15  | Jörg-Peter Becker (* 1953)          | 1. Juli 2013        | 31. Oktober 2018   |
| 16  | Jürgen Schäfer (* 1962)             | 5. November 2018    |                    |

## Zuständigkeit
Der Geschäftsverteilungsplan des Bundesgerichtshofs regelt die Zuständigkeit der Strafsenate derart, dass jeder Senat für Revisionen in Strafsachen aus dem Bezirk bestimmter Oberlandesgerichte zuständig ist und darüber hinaus eventuell sogenannte Spezialzuständigkeiten wahrnimmt. Gegenwärtig (Stand 2020) sind dem 3. Strafsenat folgende Aufgaben zugewiesen:
1. Die Revisionen in Strafsachen für die Bezirke der Oberlandesgerichte Düsseldorf, Oldenburg und Koblenz;
2. die Revisionen
  1. in Strafsachen gegen die Urteile der Oberlandesgerichte im ersten Rechtszug und gegen die Urteile der in § 74a GVG bezeichneten Strafkammern aus allen Oberlandesgerichtsbezirken;
  2. in Strafsachen, die eine in § 74a Abs. 1 oder § 120 Abs. 1 GVG genannte Straftat betreffen;
3. die Revisionen in Strafsachen, die Straftaten nach dem Außenwirtschaftsgesetz – auch in Verbindung mit der Außenwirtschaftsverordnung – betreffen;
4. die Revisionen in Strafsachen gegen die Urteile der Strafkammern, sofern sie Fälle der Verwendung von Kennzeichen verfassungswidriger Organisationen (§ 86a StGB), der Anleitung zur Begehung einer schweren staatsgefährdenden Gewalttat (§ 91 StGB), der Volksverhetzung (§ 130 StGB), der Kennzeichenverwendung nach § 20 Abs. 1 Satz 1 Nr. 5 des Vereinsgesetzes, der geheim gehaltenen Ausländerverbindung (§ 95 Abs. 1 Nr. 8 des AufenthG) oder der Verunglimpfung des Staates und seiner Symbole (§ 90a Abs. 1 und 2 StGB) oder der Zuwiderhandlung gegen ein Vereinigungsverbot nach Maßgabe des § 74a Abs. 1 Nr. 4 2. Halbsatz GVG betreffen;
5. die Beschwerden gegen
  1. Beschlüsse und Verfügungen der Oberlandesgerichte in den in § 304 Abs. 4 Satz 2 2. Halbsatz StPO, § 310 Abs. 1 StPO, § 102 Satz 2 JGG bestimmten Fällen, sowie in den Fällen des § 304 Abs. 4 Satz 2 3. Halbsatz (i. V. m. § 138d Abs. 6) StPO, soweit die Entscheidung nach §§ 138a, 138b StPO in Verfahren erfolgt ist, in welchen der 3. Strafsenat gemäß Nr. 2 über das Rechtsmittel der Revision zu entscheiden hat;
  2. Entscheidungen des Ermittlungsrichters des Bundesgerichtshofs;
6. 1. die Entscheidungen des Bundesgerichtshofs als gemeinschaftliches oberes Gericht (z. B. §§ 12 ff StPO, § 42 Abs. 3 JGG) und in den Fällen des § 13a StPO, soweit es sich um die durch §§ 74a, 120 GVG begründete Zuständigkeit der Landgerichte und Oberlandesgerichte und um Strafsachen handelt, für die nach Nr. 3 die Zuständigkeit des 3. Strafsenats begründet ist,
  2. die Entscheidungen nach § 121 Abs. 4 StPO,
  3. die Entscheidungen nach §§ 35 und 37 Abs. 4 EGGVG,
  4. die Entscheidungen nach § 138c Abs. 1 Satz 2 1. Halbsatz StPO (Entscheidungen nach §§ 138a, 138b StPO in Fällen, in denen die Ermittlungen vom Generalbundesanwalt geführt werden),
  5. die Entscheidungen, die nach den Vorschriften des Gesetzes zur Regelung des Rechts der Untersuchungsausschüsse des Deutschen Bundestages vom 19. Juni 2001 (BGBl. I S. 1142) dem Bundesgerichtshof zugewiesen sind;
7. die Entscheidungen in Verfahren der vorbeugenden Kriminalitätsbekämpfung, für die die Vorschriften des Gesetzes über das Verfahren in Familiensachen und in den Angelegenheiten der freiwilligen Gerichtsbarkeit entsprechend gelten (etwa nach dem Bundespolizeigesetz und dem Bundeskriminalamtgesetz), soweit nicht der V. Zivilsenat (Nr. 2 a) zuständig ist;
8. die Entscheidungen des Bundesgerichtshofs nach § 33 des Gesetzes über die Zusammenarbeit mit dem Internationalen Strafgerichtshof (IStGH-Gesetz).

Die Spezialzuständigkeit des 3. Strafsenats bezieht sich daher vor allem auf den Bereich des Staatsschutzrechts, weil hier die erstinstanzliche Zuständigkeit bei den Oberlandesgerichten oder den Staatsschutzkammern der Landgerichte liegt.

## Entscheidungen
Die Zuständigkeit des 3. Strafsenats für Staatsschutzsachen umfasst regelmäßig auch die Fälle terroristischer Verbrechen, weswegen seine Entscheidungen häufig auf ein starkes öffentliches Interesse stoßen. Im Juli 1961 fand unter dem Vorsitzenden Kurt Weber die Hauptverhandlung gegen Heinz Felfe, Johannes Clemens und Erwin Tiebel statt. Der 3. Strafsenat hatte auch über die Revisionen gegen Entscheidungen des Hanseatischen Oberlandesgerichtes in Hamburg im Zusammenhang mit den Anschlägen vom 11. September 2001 zu befinden. Mit Urteil vom 4. März 2004 hob er die erste Verurteilung eines mutmaßlichen Terroristen auf und verwies den Fall an das Oberlandesgericht zurück. In einem weiteren Urteil vom 9. Juni 2005 bestätigte der Senat den Freispruch des Oberlandesgerichts Hamburg in einem anderen Fall.
Internationales Aufsehen erregte 1992 der sogenannte Ossietzky-Beschluss, worin der 3. Strafsenat den Antrag von Rosalinde von Ossietzky-Palm auf Wiederaufnahme des Verfahrens gegen ihren Vater, den Friedensnobelpreisträger Carl von Ossietzky, zurückwies. Ossietzky war 1931 im sogenannten Weltbühne-Prozess in einem politischen Verfahren zu 18 Monaten Freiheitsentzug wegen Landesverrates verurteilt worden, nachdem er geheime Rüstungsaktivitäten der damaligen Reichswehr öffentlich gemacht hatte, die gegen den Versailler Vertrag verstießen.